# 1-碘丙烷
1-碘丙烷是化学式 C3H7I的碘代烃。

## 制备
1-碘丙烷可以由1-丙醇、红磷和碘反应而成。

## 性质
1-碘丙烷对光和空气敏感，因此会加入稳定剂碳酸钠。
它和4-溴苯酚在碳酸钾存在下于DMF中反应，可以得到4-丙氧基溴苯。